# جاك أوكونور (لاعب اتحاد الرغبي)
جاك أوكونور (بالإنجليزية: Jack O'Connor)‏ هو لاعب اتحاد الرغبي أسترالي، ولد في 11 أكتوبر 1906 في Dundas, New South Wales ‏ في أستراليا، وتوفي في 1980.